# Sydney Uni Flames
Les Sydney Uni Flames, sont un club féminin australien de basket-ball basé dans la ville de Sydney. Le club appartient à la Women's National Basketball League, le plus haut niveau en Australie.

## Historique
Sidney l'emporte en deux manches face aux Dandenong Rangers.

## Noms successifs
- 1980 - 1988 : Bankstown Bruins
- 1988 - 1991 : Sydney Bruins
- 1991 - 2000 : Sydney Flames
- 2000 - 2003 : Sydney Panthers
- Depuis 2003 : Sydney Uni Flames

## Palmarès
- Vainqueur de la Women's National Basketball League : 1993, 1997, 2001

## Entraîneurs successifs
- 1980 - 1982 : Robbie Cadee
- 1982 - 1983 : Kevin Landon
- 1983 - 1984 : Steve Farnham
- 1984 - 1985 : Alan Morris
- 1985 - 1986 : Rick Bywater
- 1986 - 1989 : Robbie Cadee
- 1989 - 1992 : Bernie Slattery
- 1992 - 1996 : Carrie Graf
- 1996 - 1997 : Bill Tomlinson
- 1997 - 1999 : Murray Wardle
- 1999 - 2000 : Bill Tomlinson
- 2000 - 2001 : Karen Dalton, Tom Maher
- Depuis 2001 : Karen Dalton

## Effectif 2013-2014
| Numéro | Nom              | Née le            | Taille | Nationalité                | Poste           |
| 4      | Tahlia Tupaea    | 1er juin 1997     | 1,74 m | Australie                  | Arrière         |
| 5      | Jaimee Kennedy   | 28 mars 1988      | 1,78 m | Australie                  | Arrière         |
| 6      | Alicia Poto      | 28 mars 1978      | 1,68 m | Australie Nouvelle-Zélande | Meneuse         |
| 7      | Lauren King      | 1er juin 1984     | 1,81 m | Australie                  | Ailière         |
| 10     | Katie-Rae Ebzery | 8 janvier 1990    | 1,78 m | Australie                  | Arrière         |
| 11     | Chloe Dalton     | 11 juillet 1993   | 1,76 m | Australie                  | Arrière         |
| 12     | Kathyrn Rendell  | 15 janvier 1994   | 1,88 m | Australie                  | Ailière         |
| 13     | Casey Samuels    | 2 août 1994       | 1,80 m | Australie                  | Arrière         |
| 14     | Darneka Rowe     | 19 novembre 1993  | 1,74 m | Australie                  | Arrière         |
| 21     | LaSondra Barrett | 16 mars 1990      | 1,88 m | États-Unis                 | Ailière         |
| 23     | Rohanee Cox      | 23 avril 1980     | 1,82 m | Australie                  | Arrière-Ailière |
| 24     | Kathleen Scheer  | 11 septembre 1989 | 1,89 m | Australie                  | Ailière         |

- Entraîneur : Karen Dalton
- Assistants : Darren Allie

## Effectif 2012-2013
| Numéro | Nom               | Née le           | Taille | Nationalité                | Poste           |
| 4      | Vanessa Panousis  | 23 février 1995  | 1,70 m | Australie                  | Arrière         |
| 5      | Jaimee Kennedy    | 28 mars 1988     | 1,78 m | Australie                  | Arrière         |
| 6      | Alicia Poto       | 28 mars 1978     | 1,68 m | Australie Nouvelle-Zélande | Meneuse         |
| 7      | Lauren King       | 1er juin 1984    | 1,81 m | Australie                  | Ailière         |
| 9      | Tayla Roberts     | 16 février 1993  | 1,91 m | Australie                  | Pivot           |
| 10     | Katie-Rae Ebzery  | 8 janvier 1990   | 1,78 m | Australie                  | Arrière         |
| 11     | Michelle Joy      | 19 décembre 1990 | 1,85 m | Australie                  | Ailière         |
| 12     | Ellyce Ironmonger | 24 novembre 1989 | 1,93 m | Australie                  | Pivot           |
| 13     | Chloe Dalton      | 11 juillet 1993  | 1,76 m | Australie                  | Arrière         |
| 14     | Tahlia Tupaea     | 1er juin 1997    | 1,74 m | Australie                  | Arrière         |
| 21     | Sarah Graham      | 22 août 1989     | 1,63 m | Australie                  | Arrière         |
| 23     | Rohanee Cox       | 23 avril 1980    | 1,82 m | Australie                  | Arrière-Ailière |
| 24     | April Sykes       | 30 juillet 1990  | 1,83 m | États-Unis                 | Arrière-Ailière |
| 42     | Ellie Manou       | 3 mai 1989       | 1,92 m | Australie                  | Pivot           |

- Entraîneur : Karen Dalton
- Assistants : Michael Turton

L'équipe se classe septième de la saison régulière avec 8 victoires pour 16 défaites.

## Joueuses célèbres ou marquantes
- Suzy Batkovic
- Trisha Fallon
- Emma Randall